# ダナ 152mm自走榴弾砲
ダナ自走榴弾砲ShKH-77（チェコ語: samohybná kanónová houfnice vz. 77：1977年型自走式曲射カノン砲）は、チェコスロバキアが1977年に設計した自走榴弾砲。
世界初の装輪式自走榴弾砲であり、8輪装輪車両に152mm榴弾砲搭載砲塔を搭載している。

## 開発
1970年代、チェコスロバキアは火力支援用の新型自走榴弾砲を必要としていた。ソ連から2S3アカーツィヤを導入するという選択肢は自国の産業の保護という面から見て望ましいものでは無く、自国製のタトラ815トラックを土台にして独自に設計開発することを決定し、1981年に実戦配備され、1994年までに750両が製造された。
チェコでは、将来的にT-72戦車の車体を基に開発された新型の155mm自走榴弾砲に更新する予定である。

## 概要
上記のとおり、このダナ自走榴弾砲の最大の特徴は、世界で初めての装輪式自走榴弾砲という点である。これにより、不整地走破能力は装軌式よりやや劣るが、整地での速度と長距離自走が可能となった分戦略的機動力が向上した。
車両の構造は、前部に運転席、中央部に砲塔、後部にエンジンという一般的なものである。運転席部分は戦闘時には防弾板で覆うことが可能であり、砲塔には自動装填装置が装備されている。
乗員の配置は、前部の運転席に運転手と車長、砲塔の左側に砲手と装填手、砲塔右側に弾薬運搬手が搭乗する。
|          | 19式         | アーチャー  | カエサル          | ATMOS                         | ダナ                                  | ノーラ B-52                                  | G6-52       | 2S22         | RCH 155         | マルバ       |
| -------- | ------------ | ----------- | ----------------- | ----------------------------- | ------------------------------------- | -------------------------------------------- | ----------- | ------------ | --------------- | ------------ |
| 画像     |              |             |                   |                               |                                       |                                              |             |              |                 |              |
| 全長     | 11.21m       | 14.1m       | 10.0m             | 9.5m(本体)                    | 11.1m                                 | 11.0m                                        | 10.4m       | ?            | 10.4m           | 13.0m        |
| 全幅     | 2.5m         | 3.0m        | 2.55m             | 2.55m(本体)                   | 3.0m                                  | 2.95m                                        | 3.5m        | ?            | 2.99m           | 2.75m        |
| 全高     | 3.4ｍ        | 3.3-3.9m    | 3.7m              | ?                             | 2.85m                                 | 3.45m                                        | 3.4m        | ?            | 3.6m            | 3.1m         |
| 重量     | 25t以下      | 33.5t       | 17.7t             | 22t(参考)                     | 29t                                   | 34t(K-I) 25t(K2)                             | 46.5t       | 28t          | 39t以下         | 32t          |
| 最高速度 | 90km/h       | 65km/h      | 100km/h           | 80km/h(道路上) 30km/h(不整地) | 80km/h                                | 90km/h(道路上) 25km/h(砂利道) 15km/h(不整地) | 85km/h      | ?            | 100km/h(道路上) | 80km/h       |
| 乗員数   | 5名          | 3-4名       | 5名 （緊急時3名） | 4-6名                         | 5名                                   | 3-5名                                        | 3-5名       | 5名          | ?               | 5名          |
| 主砲     | 52口径155mm  | 52口径155mm | 52口径155mm       | 52口径155mm                   | 36.6口径152mm                         | 52口径155mm (砲室23L または25L)              | 52口径155mm | 52口径155mm  | 52口径155mm     | 47口径152mm  |
| 副武装   | －           | RWS×1       | －                | －                            | 7.62mm機銃 または 7.62mm/ 12.7mm RCWS | －                                           | －          | －           | －              | －           |
| 最大射程 | 不明         | 60km        | 50km              | 41km                          | 28km                                  | 58km 67km                                    | 67km        | 35-40km      | 40km            | 24.5km       |
| 発射速度 | 不明         | 8-9発/分    | 6-8発/分          | 4-9発/分                      | 5発/分                                | 6-12発/分                                    | 4発/分      | 4-8発/分     | 不明            | 7発/分       |
| 装填装置 | 自動アシスト | 自動        | 自動アシスト      | 自動アシスト                  | 自動                                  | 自動                                         | 自動        | 自動アシスト | 自動            | 自動アシスト |
| 装甲     | 不明         | ○           | △                 | △                             | ○                                     | ○                                            | ○           | ○            | ○               | △            |
| 備考     | [ 注 12 ]    |             | [ 注 13 ]         | [ 注 14 ]                     | [ 注 15 ]                             | [ 注 16 ]                                    |             |              | [ 注 17 ]       |              |

## 派生型
ズザナ 155mm自走榴弾砲
スロバキア製の派生型。スロバキアが自国の保有するダナ自走榴弾砲の主砲をNATOスタンダードの155mm榴弾砲に換装するなどNATO規格に合致させたものであり、スロバキア軍は1998年に最初の16両を受領し、2010年までに更新を完了する予定。
DITA 155mm自走榴弾砲
ダナの射撃システムをベースとし、新型のタトラ製車体にNATO標準の42口径155mm榴弾砲を搭載した車両。射撃が完全に自動化されている。

## 採用国

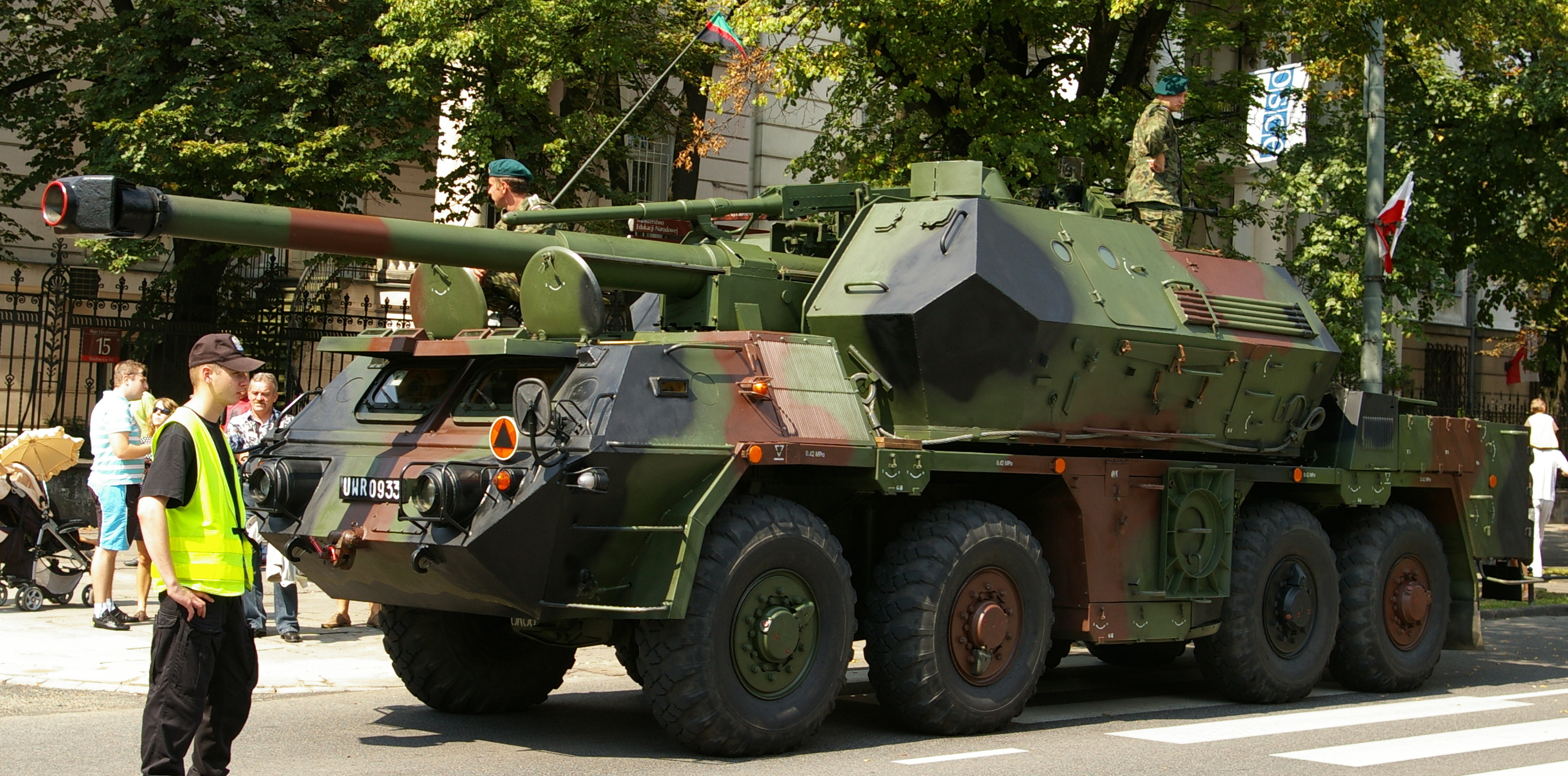
ポーランド陸軍のWz. 77 ダナ自走榴弾砲

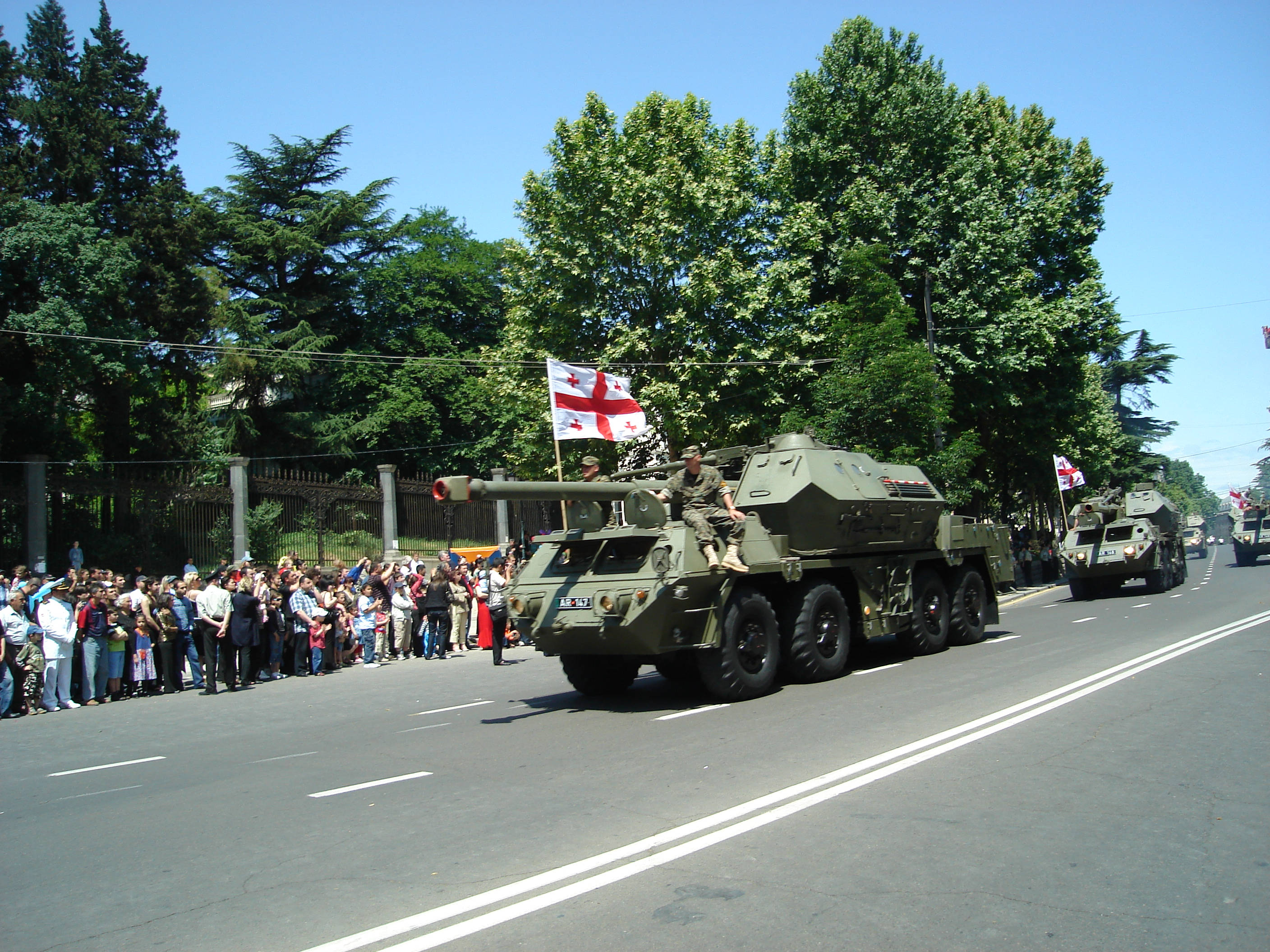
ジョージア陸軍のダナ自走榴弾砲

- チェコスロバキア

408両
- チェコ

チェコ陸軍 - 273両（2008年 164両）
- アゼルバイジャン

アゼルバイジャン陸軍 - 2024年時点で、36両のダナ-M1Mを保有。
- リビア

リビア陸軍 - 120両
- ポーランド

ポーランド陸軍 - 111両
- スロバキア

スロバキア陸軍 - 135両
- ジョージア

ジョージア陸軍 - 2024年時点で、32両のM-77 ダナを保有。
- ウクライナ

ウクライナ陸軍 - 20輌(チェコからの供与)